# نساء جسورات من طهران (رواية)
نساء جسورات من طهران هي رواية للكاتبة الروائية والمؤلفة إيرانية-أمريكية مرجان كمالي ،و هي ترجمة عربية للرواية التي عنوانها الأصلي (The Lion Women of Tehran),، صدرت طبعتها الأولى سنة 2024 عن دار النشر المركز الثقافي العربي

## ملخص الرواية
تبدأ الحكاية مع إيلي مندوبة مبيعات للعطور في نيويورك و مهاجرة من إيران تعيش مع زوجها الاستاذ الجامعي مهرارد ،تصلها رسالة من إيران من صديقتها القديمة هوما، بعده تسترجع الراوية حكايتها، و هي حكاية فتاة تدعى"ايلاهيه" التي تسترجع طفولتها منذ سنوات الخمسينات من القرن الماضي
بعد موت والدها و تغير حياتها ، و تعاني من فقدان أسرتها لمركزها الاجتماعي ، كما تتحدث عن حظها في دخول المدرسة.
تصبح هوما و إيلي صديقتان ،و تعيشان تجارب و حكايات داخل المدرسة أو في منزل هوما ،و تعبر هوما عن أفكار تحررية خاصة بمصير النساء في إيران في تلك الحقبة التي لم تكن للنساء حقوق كثيرة.
تضطر إيلي الى الافتراق عن صديقتها هوما بسبب زواج أمها بعمها مسعود و انتقالها للعيش في شمال المدينة الراقية.و تكبر ايلاهيه و تتغير حياتها كمراهقة تنتمي لمجتمع غني في جانب من طهران الراقي ،و تتعرف على شاب إسمه مهرداد.
بعد عشر سنوات تلتقي إيلي بهوما صديقتها القديمة بعد فراق ، بعدما تم قبول هوما للالتحاق بالمدرسة الراقية "رضا شاه كبير" الثانوية ضمن التلميذات الفقراء الذين يلحقون بها من باب تشجيع الفئات الفقيرة .و تضطر هوما للجمع بين العمل مساء و الدراسة صباحا بعد اعتقال والدها ذي التوجه الشيوعي،
وتتمكن إيلي و هوما و مهرداد من النجاح في الدخول الى الجامعة في طهران .
ترتبط هوما بالحزب الشيوعي الايراني "توده"، و تشارك في تنظيم العديد من المظاهرات في الجامعة ،فيتم القبض عليها و سجنها بعدما وشت بها صديقتها إيلي دون قصد و بكثير من غباء ،وتتعرض هوما للاغتصاب في السجن و تلد طفلة بعدما تم اطلاق سراحها بعد سنة .
فقدت هوما مستقبلها في الجامعة و تغيرت حالتها الى الاسوء لولا زواجها من "عبدول" الذي خفف عنها تلك الوطأة و لو نسبيا، بينما تزوجت إيلي مهرارد في عرس باذخ،لكنها تظل بلا أبناء لمدة اثنتا عشرة سنة .
تطير  إيلي مع زوجها الى نيويورك حيث حصل على منحة لمتابعة دراسته في الدكتواه في الكيمياء.
تخرج هوما من كآبتها و تتجاوز جراحها، و تقبل من جديد على الحياة ،بل و ستصبح مدرسة للبنات بعدما حصلت على شهادة في التدريس. لكنها تصدم من جديد بوفاة زوجها اختناقا في سينما بعدما تم اضرام النار فيها بطريقة اجرامية خلال الاحتجاجات على الشاه التي اندلعت بعد علم 1977.
يرافق الحرب و القصف،تضييق على النساء في أجواء السلطة الجديدة ،فتتصل هوما بإيلي بعد قطيعة لسنوات،و تطلب منها إنقاذ ابتها بهار باستقبالها في الولايات المتحدة الأمريكية،توافق إيلي و زوجها على أن تأتي للعيش معهما.
عندما تأتي هوما لزيارة ابنتها في الولايات المتحدة الأمريكية يحصل أن تتصارح الصديقتين: إيلي تكشف لهوما أنها السبب في اعتقالها بعدما استغل الكونونيل سذاجتها و قام بالتلاعب بها لتكشف دون وعي منها طبيعة نضال هوما ،و بالمقابل تكشف هوما لصديقتها القديمة أنها بقيت في السجن لأنها لم تفصح للأجهزة البوليسية عمن قام بترجمة المنشورات من الإنجليزية الى الفارسية و التي لم تكن سوى إيلي.

## الشخصيات
- ايلاهيه،هي الشخصية الرئيسية في الرواية التي تسرد حكايتها من نيويورك و تسترجع طفولتها في إيران
- هوما ،صديقة إيلي
- الأم ،تسترجع بألم كون أمها هي ابنة ناصر الدين شاه، الملك القاجاري ، لكن الواقع أحالها الى إمرأة أرملة تعيش حالة من شظف العيش بسبب وفاة زوجها
- والدة هوما منير خانم ،المرأة الودودة الذي علّمت إيلي و صديقتها الطبخ
- والد هوما الشيوعي الذي يحلم بالمساواة بين الطبقات و العدالة
- مهرداد: الشاب الذي أحبته إيلي و تزوجته
- العم مسعود: عم إيلي و زوج أمها
- عبدول: زوج هوما.

## البعد السياسي في الرواية
في الرواية استحضار لأحداث سياسية أثرت في مسار إيران منها إطاحة الشاه بهلوي بحكومة رئيس الوزراء المنتخب ديمقراطيا مصدق،و محاكمة الشيوعيين خلال الخمسينات من القرن الماضي...كما يعالج أوضاع النساء الصبعة في إيران خلال  تلك الفترة و افتقارهن الى العديد من الحقوق.
كما تستحضر الرواية مختلف الاحداث السياسية  قبل سقوط شاه إيران  و صعود الخميني سنة 1979 بعد ما سُمي بالثورة الإيرانية الإسلامية فيما بعد ،و فرضه "مراسيم  إسلامية" و من يينها الحجاب الذي أصبح إلزاميا على النساء الايرانيات.  هو ما اعتبرته هوما انتقاصا من حريات المرأة.مما جعلها تنخرطمن جديد مع النساء في مظاهرات للمطالبة بالحرية دون جدوى.
تزداد الامور سوءا بعد احتجاز أفراد السفارة الأمريكية في طهران كرهائن ،و نشوب الحرب مع العراق.

## اقتباسات
- لا يمكنني الهرب من حقيقة من أكون. ولا من الخزي الذي قضيت سنوات وأنا أحاول سحقه ومحوه.
- "هوما" «أوه»، قالت وأغمضت عينيها . لطالما أحسستُ هذا الاسم الطائر الخرافي من أساطيرنا الفارسية والزرادشتية. طائر الهوما لا يرتاح على الأرض أبداً. يقولون إن هذا الطائر يعيش حياته كلها غير مرئي بينما هو يحوم فوقنا جميعاً».
- علمتنى ألا أقول أى شيء من شأنه أن يخل بتوازن المركب وأخبرتني أن أولئك الذين خاطروا بحياتهم في الشوارع بسبب ولائهم لرئيس الوزراء مصدق كانوا أشخاصاً شديدي التهور وأوصتني بأن أنتبه لنفسي ولا أتورط في الإيديولوجيا، لم تـسمح للسياسة أن توسخ مستقبلنا.
- أن أكون ناشطة سياسياً يعني أن أخل بتوازني المركب.
- أحتاج أن أنظر في عينيه - أن أنظر فيهما جيداً - كي أعرف على وجه اليقين»، قالت لي. يمكنني أن أحكم على روح الشخص بالكامل من خلال النظر في عينيه.
- تنهدت وتساءلت -وليس لأول مرة - كيف قد يكون الحال حين تحظى بأم كهذه. أم لا تحد ذاتها بالقلق إلى ما لا نهاية . أم لم تكن ترى العالم بؤرة فجور ورذيلة يجب القضاء عليها.
- صحيح أنني في الساعات والأيام الأولى من السجن كنت أتغذى على غضبي، لكن بعد ما حدث في تلك الغرفة المغلقة، والباب مقفل والنور مطفأ ، بعد ما حدث حين كان صراخي يرتطم بالجدران الإسمنتية وثيابي تتمزق والكدمات تنطبع على جسدي، أصبحت معجونة من المرارة الآن، أنا أخدش سطح غضبي، وأختلس النظر أسفل جلده، فلا أجد سوى بئر حزن عميق جداً لا يبدو أن ثمة سبيلاً للخروج منه.
- أكافح بكل ما تبقى من قواي الخائرة كي أبقي رأسي فوق الماء، لكنني أعلم أنه ليس بوسعي تحمل كلفة أن أغرق بالكامل.
- بفضل المشي، والكثير الكثير من القراءة، ووجود أحبائي حولي، وحتى بفضل الصلاة ومرور السنين، تسلّقت صعوداً إلى ذاتي من جديد.
- الحاجة إلى سرد قصة والاستماع إلى قصة هي حاجة كونية وأزليّة، بغض النظر عن شكلها أو أياً تكن التقنية الجديدة التي تقدم لنا القصة.
- هل تعلمين أنه يمكن للكتب أن تشفيك؟ لقد ساعدتني على ترميم الخراب الذي حل بي».
- أنا لست بباحثة ولا مؤرخة، ولا أدعي أنني كتبت كتاباً عن التاريخ الكامل للحركة النسائية في إيران. لكنني روائية، وأعرف قوة الحكاية. فالحكاية هي التي ساعدت شهرزاد على البقاء حية، ومن خلال الحكاية (سواء عبر قراءتها أو كتابتها) نجد العزاء، والملاذ والأمل، والفهم.

## أقرأ أيضا
- مرجان كمالي
- محمد مصدق
- الحزب الشيوعي الايراني "توده"
- الثورة الإسلامية في إيران